# Třída Panther
Třída Panther byla třída torpédových křižníků Rakousko-uherského námořnictva. Celkem byly postaveny dvě jednotky této třídy. Za první světové války již byly zastaralé. Po válce je získala Velká Británie. Roku 1920 byly sešrotovány.

## Stavba
Roku 1884 admiralita rozhodla o objednání dvou torpédových křižníků ve Velké Británii s cílem získání poznatků o britských konstrukcích a technologiích. Zakázku na dva malé křižníky získala úspěšná loděnice Armstrong v Elswicku. Křižníky byly do služby přijaty v letech 1885–1886. Získané zkušenosti byly využity při domácí stavbě torpédového křižníku SMS Tiger.
Jednotky třídy Panther:
| Jméno   | Založení kýlu | Spuštěna    | Vstup do služby   | Stav                                              |
| ------- | ------------- | ----------- | ----------------- | ------------------------------------------------- |
| Panther | říjen 1884    | červen 1885 | 31. prosince 1885 | Od roku 1917 cvičná loď. Sešrotován 1920.         |
| Leopard | leden 1885    | září 1885   | 31. března 1886   | Od roku 1914 strážní loď v Pule. Sešrotován 1920. |

## Konstrukce

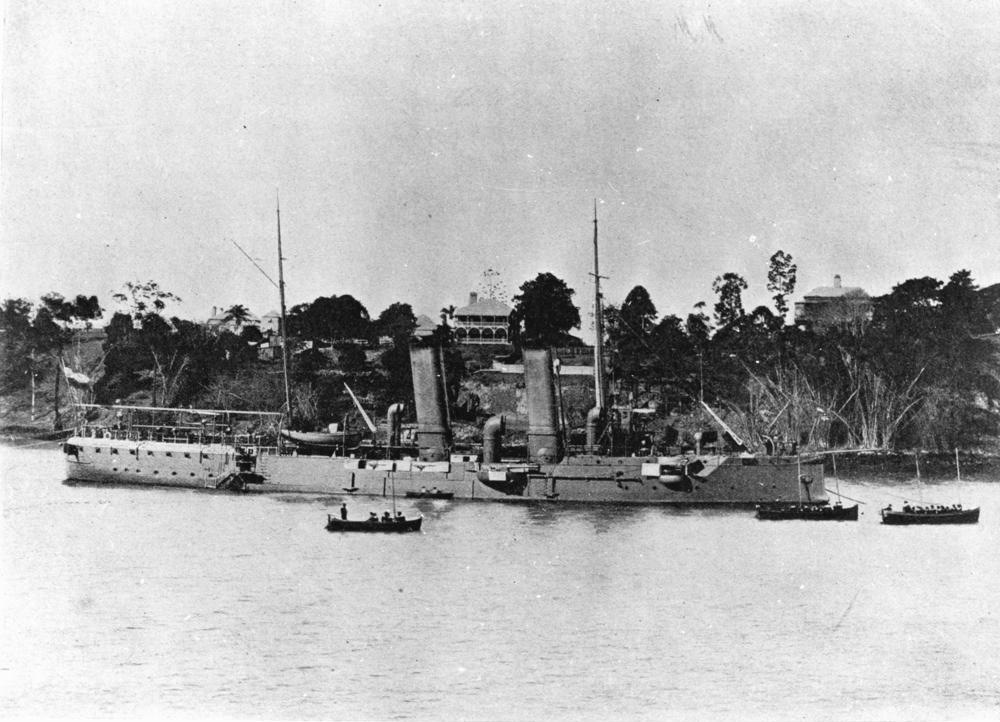
Panther

Pancéřování tvořila 12mm silná paluba. Výzbroj tvořily dva barbetové 120mm kanóny, deset 47mm kanónů a čtyři 350mm torpédomety. Pohonný systém tvořilo šest kotlů a dva parní stroje o výkonu 5940 hp (Leopard 6380 hp), pohánějící dva lodní šrouby. Nejvyšší rychlost dosahovala 18,4 uzlu (Leopard 18,7 uzlu). Dosah byl 2800 námořních mil při rychlosti 10 uzlů.

### Modernizace
V letech 1909–1910 byly demontovány oba 120mm kanóny. Novou výzbroj představovaly čtyři 66mm kanóny a deset 47mm kanónů.

## Služba
V letech 1886–1898 byl Panther nasazen ve východní Asii. Leopard byl roku 1887 vyslán na Krétu a v Asii operoval v letech 1907–1909. Ještě před první světovou válkou byly oba křižníky považovány za zastaralé. Leopard od roku 1914 sloužil jako strážní loď v Pule. Panther byl určen pro pobřežní obranu, později byl strážní lodí v Kotoru a roku 1917 stal cvičnou lodí pro posádky ponorek. Roku 1920 byly oba křižníky sešrotovány.